# 吕一静
吕一静（1528年—？），字子正（又作子振），直隶池州府貴池縣（今安徽省贵池市）人，明朝政治人物。

## 生平
嘉靖三十一年（1552年）舉壬子科應天鄉試，嘉靖四十一年（1562年）壬戌科会试155名，二甲79名進士，万历元年（1573年）任福建兴化府知府。万历三年（1575年），与康大和等编纂《兴化府志》（万历甲戌志）。万历五年正月升浙江按察司副使。

## 家族
曾祖吕清。祖父吕璽。父吕贵昌。母陳氏。慈侍下。兄一动、弟一鸣、一安、一桂、一相、一儒。